# Germainville
Germainville és un municipi francès, situat al departament de l'Eure i Loir i a la regió de Centre – Vall del Loira. L'any 2007 tenia 298 habitants.

## Demografia

### Població
El 2007 la població de fet de Germainville era de 298 persones. Hi havia 108 famílies, de les quals 19 eren unipersonals (15 homes vivint sols i 4 dones vivint soles), 26 parelles sense fills, 56 parelles amb fills i 7 famílies monoparentals amb fills.
La població ha evolucionat segons el següent gràfic:
Habitants censats

### Habitatges
El 2007 hi havia 130 habitatges, 108 eren l'habitatge principal de la família, 18 eren segones residències i 4 estaven desocupats. 127 eren cases i 3 eren apartaments. Dels 108 habitatges principals, 97 estaven ocupats pels seus propietaris, 7 estaven llogats i ocupats pels llogaters i 4 estaven cedits a títol gratuït; 11 tenien dues cambres, 12 en tenien tres, 20 en tenien quatre i 64 en tenien cinc o més. 98 habitatges disposaven pel capbaix d'una plaça de pàrquing. A 40 habitatges hi havia un automòbil i a 60 n'hi havia dos o més.

### Piràmide de població
La piràmide de població per edats i sexe el 2009 era:
| Homes | Edats   | Dones |
| ----- | ------- | ----- |
| 4     | 95 o +  | 0     |
| 0     | 90 a 94 | 4     |
| 0     | 85 a 89 | 0     |
| 0     | 80 a 84 | 0     |
| 0     | 75 a 79 | 0     |
| 0     | 70 a 74 | 0     |
| 4     | 65 a 69 | 8     |
| 20    | 60 a 64 | 12    |
| 8     | 55 a 59 | 12    |
| 20    | 50 a 54 | 8     |
| 0     | 45 a 49 | 16    |
| 12    | 40 a 44 | 4     |
| 12    | 35 a 39 | 12    |
| 20    | 30 a 34 | 20    |
| 8     | 25 a 29 | 8     |
| 0     | 20 a 24 | 16    |
| 4     | 15 a 19 | 32    |
| 12    | 10 a 14 | 4     |
| 8     | 5 a 9   | 0     |
| 12    | 0 a 4   | 12    |

## Economia
El 2007 la població en edat de treballar era de 186 persones, 136 eren actives i 50 eren inactives. De les 136 persones actives 129 estaven ocupades (73 homes i 56 dones) i 7 estaven aturades (3 homes i 4 dones). De les 50 persones inactives 20 estaven jubilades, 13 estaven estudiant i 17 estaven classificades com a «altres inactius».

### Ingressos
El 2009 a Germainville hi havia 110 unitats fiscals que integraven 320 persones, la mediana anual d'ingressos fiscals per persona era de 23.240 €.

### Activitats econòmiques
Dels 13 establiments que hi havia el 2007, 6 eren d'empreses de construcció, 3 d'empreses de comerç i reparació d'automòbils, 1 d'una empresa de transport i 3 d'empreses de serveis.
Dels 5 establiments de servei als particulars que hi havia el 2009, 1 era un guixaire pintor, 2 fusteries, 1 lampisteria i 1 electricista.
L'any 2000 a Germainville hi havia 6 explotacions agrícoles.

## Equipaments sanitaris i escolars
El 2009 hi havia una escola maternal integrada dins d'un grup escolar amb les comunes properes formant una escola dispersa.

## Poblacions més properes
El següent diagrama mostra les poblacions més properes.